# Hoya danumensis
Hoya danumensis är en oleanderväxtart som beskrevs av Rodda och Nyhuus. Hoya danumensis ingår i släktet Hoya och familjen oleanderväxter. Inga underarter finns listade i Catalogue of Life.